# 國立中央大學
國立中央大學，官方簡稱中大，是位於臺灣桃園市中壢區的一所公立研究型大學。因創校於中華民國首都南京而得名中央，其前身甚多，1928年5月定名为国立中央大学。1962年經戴運軌等校友籌備努力在臺復校，1967年遷入現址。中大創校逾百年，校友眾多，在大陸時期的校友共有17位當選中央研究院院士，而來台復校後，也培育出2位中央研究院院士。
中大的中壢校本部設有文、理、工、管理、資訊電機、地球科學、客家、生醫理工及永續與綠能科技研究等9間學院，含8個校屬研究中心、1個聯合研究中心和總教學中心，另有位於玉山國家公園的鹿林天文台以及附屬中壢高級中學。

## 校史

### 台灣時期

#### 在台復校

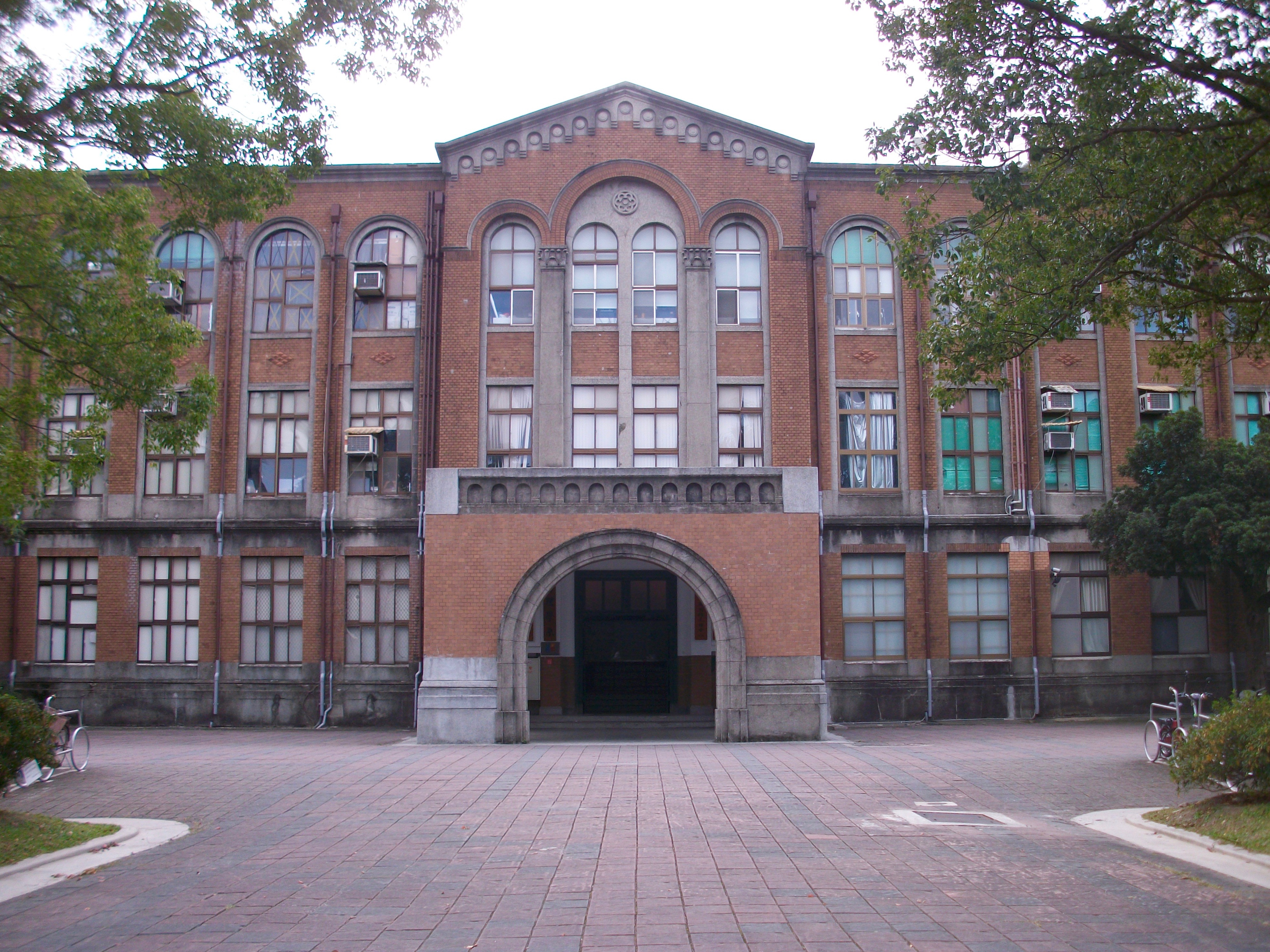
台大物理系舊館，原臺北帝國大學理農學部理化學教室，現為物理文物廳

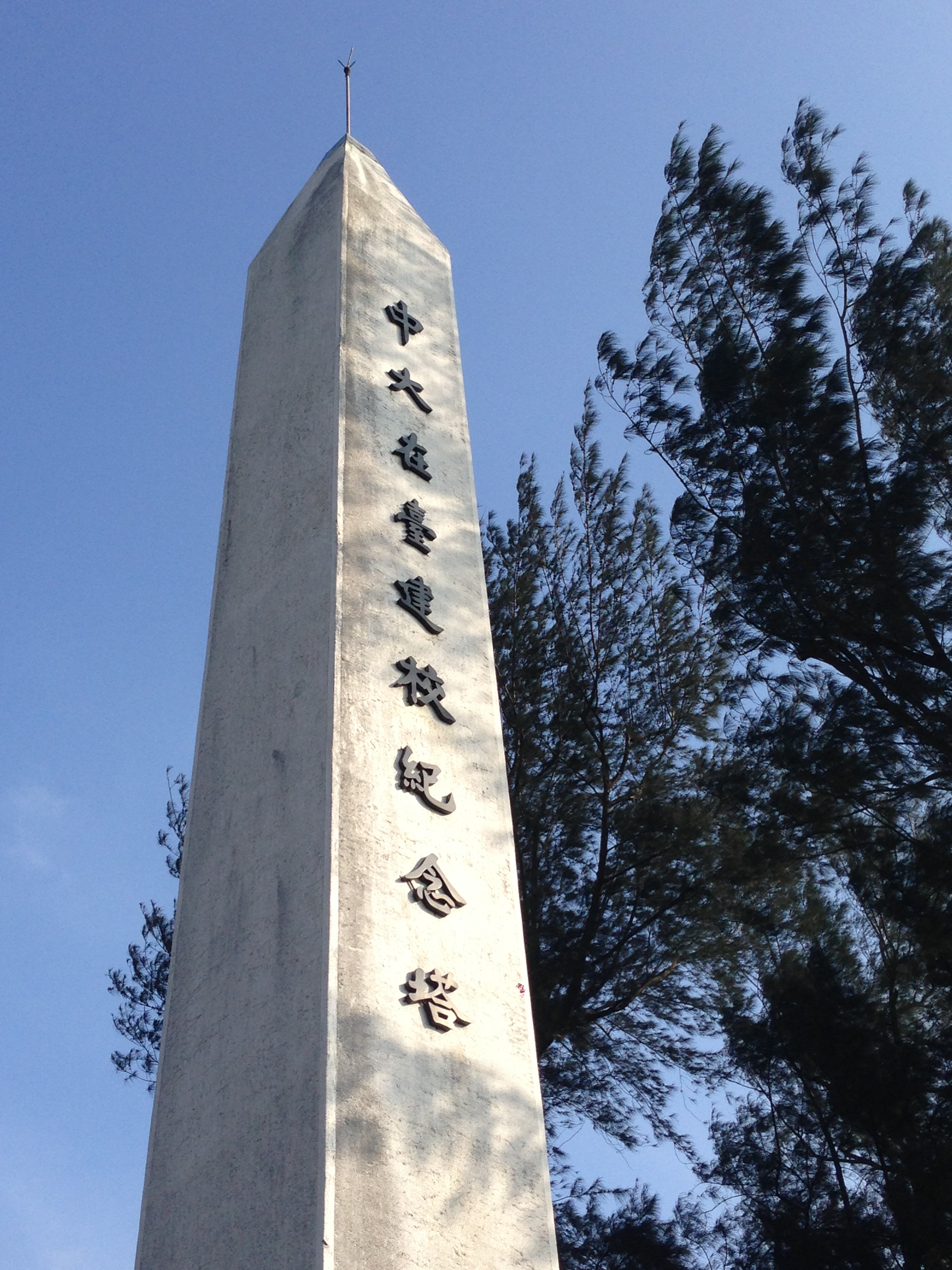
國立中央大學在臺復校紀念塔

1949年前後許多國立中央大學師生、校友於隨國民政府抵臺，其中眾員便落腳國立臺灣大學開展學術研究與教學工作。
1958年中華民國教育部議決同意國立中央大學在台復校；1962年5月，籌建「國立中央大學地球物理研究所」，梅貽琦、黃季陸、徐柏園等人先後擔任籌備委員會主任委員；同年7月，國立中央大學地球物理研究所正式成立，戴運軌為首任所長。初期借用臺大物理館；次年遷往位於苗栗縣二坪山的校址；1967年因校地過小致發展受限遷往桃園縣中壢市雙連坡，遷校後所留校地校舍在1969年由李國鼎主導集資創設私立聯合工業技藝專科學校（今國立聯合大學）。1968年改名為「國立中央大學理學院」，設大學部物理學和大氣物理學兩系，並由戴運軌任院長。

#### 恢復大學

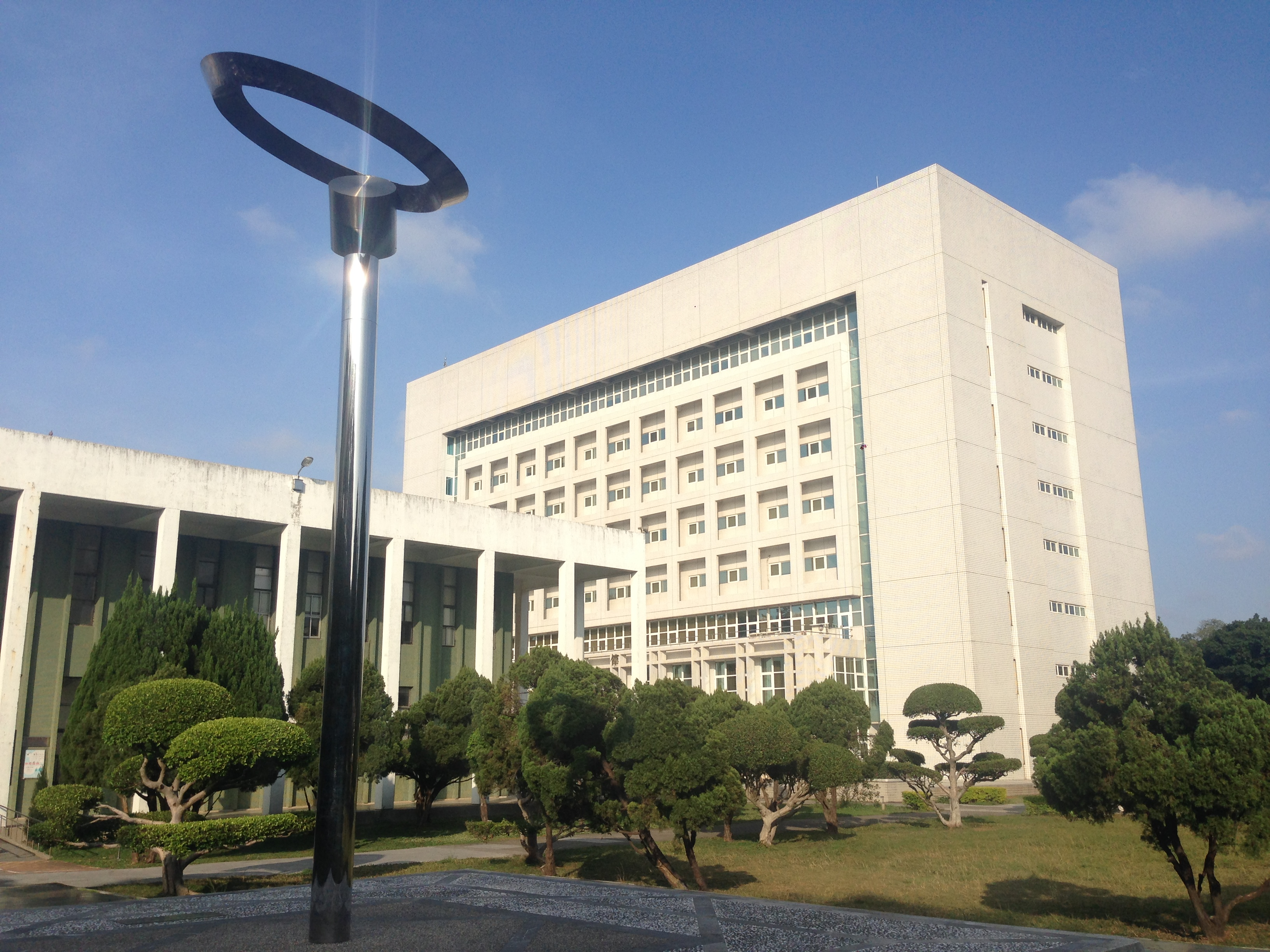
國立中央大學圖書館群

1979年恢復校名國立中央大學，擴大發展為綜合大學，由李新民出任在臺首任校長。
1998年核准成立地球科學學院、資訊電機學院；2002年入選中華民國教育部最初7所重點研究型大學之一。2003年成立客家學院。迨2013年，國立中央大學已發展為臺灣一所頂尖的綜合研究型大學。
國立中壢高中於2013年10月改隸國立中央大學，易名為國立中央大學附屬中壢高級中學（簡稱中大壢中），成為國立中央大學復校後第一所附屬中學。
2014年國立中央大學將理學院下生命科學系、認知與神經科學研究所、系統生物與生物資訊研究所與工學院下生物醫學工程研究所、跨領域轉譯醫學研究所等一系四所整合成立生醫理工學院，並新設生醫科學與工程學系，是為國立中央大學第八個學院。
2020年成立太空科學與工程學系，是全台獨創且唯一的太空相關大學部科系，目的在於培養前往美國太空總署進行任務的太空人與太空科學家。2022年6月與國家海洋研究院、波蘭哥白尼大學共同合作在北極圈內的冷岸群島成立台灣極地研究站，2023年8月正式成立台灣極地研究中心。
2023年11月，依《國家重點領域產學合作及人才培育創新條例》獲准設立「永續與綠能科技研究學院」（Graduate College of Sustainability and Green Energy, SAGE），為臺灣首間此類專長的學院，結合該校地球科學學院、工學院、管理學院及資訊電機學院等專業，朝「永續綠能科技」、「永續去碳科技」與「永續領導力」三面向發展。

## 歷任校長
中華民國大陸時期
| 姓名   | 任期           | 備註                                                             |
| ------ | -------------- | ---------------------------------------------------------------- |
| 繆荃孫 | 1902年－       | 三江師範學堂（清末新式教育），中大創校年份不承認此校為其起源     |
| 李瑞清 | 1905年－1912年 | 兩江優級師範學堂（清末新式教育），中大創校年份不承認此校為其起源 |
| 江謙   | 1914年－1919年 | 國立南京高等師範学校                                             |
| 郭秉文 | 1919年－1925年 | 國立南京高等師範学校、國立東南大學                               |
| 張乃燕 | 1927年－1930年 | 國立第四中山大學、國立江蘇大學、國立中央大學                     |
| 朱家驊 | 1930年－1931年 |                                                                  |
| 劉光華 | 1931年         | 代理                                                             |
| 任鴻隽 | 1931年         | 代理，未就                                                       |
| 段錫朋 | 1931年         | 代理                                                             |
| 李四光 | 1931年         | 代理，未就                                                       |
| 羅家倫 | 1932年－1941年 |                                                                  |
| 顧孟余 | 1941年－1943年 |                                                                  |
| 蔣中正 | 1943年－1944年 |                                                                  |
| 顧毓琇 | 1944年－1945年 |                                                                  |
| 吳有訓 | 1945年－1947年 |                                                                  |
| 周鴻經 | 1948年－1949年 |                                                                  |

在臺復校
| 姓名   | 任期           | 備註                                           |
| ------ | -------------- | ---------------------------------------------- |
| 梅貽琦 | 1962年         | 國立中央大學地球物理研究所籌備委員會           |
| 戴運軌 | 1962年－1973年 | 國立中央大學地球物理研究所、國立中央大學理學院 |
| 李新民 | 1973年－1982年 | 國立中央大學理學院、國立中央大學復名           |
| 余傳韜 | 1982年－1990年 |                                                |
| 劉兆漢 | 1990年－2003年 |                                                |
| 劉全生 | 2003年－2006年 |                                                |
| 李羅權 | 2006年－2008年 |                                                |
| 蔣偉寧 | 2008年－2009年 | 代理                                           |
| 蔣偉寧 | 2009年－2012年 | 就任教育部長                                   |
| 劉振榮 | 2012年－2012年 | 代理                                           |
| 李誠   | 2012年－2013年 | 代理                                           |
| 周景揚 | 2013年－2025年 |                                                |
| 蕭述三 | 2025年－       |                                                |

## 學校象徵

### 校徽
國立中央大學校徽由美術系陳之佛教授於1930年代設計，校徽圖樣中央的牌樓門，是中大南京校址南大門，由楊廷寶設計建造於1933年，三間四柱並結合中西方建築精髓。門上由右至左刻有國立中央大學字樣，牌樓內是大禮堂，由建築系教授盧毓駿主持於1931年4月底完工。

### 校歌
中央大学校歌创作于1947年，由汪東作词，程懋筠作曲。

### 松的精神
國立中央大學以「松」為精神象徵，位於中國江蘇省南京市玄武區原中央大學四牌樓校園西北角梅庵屋前的六朝松，歷經世代風霜，依舊傲然挺立，四季長青與屹立挺拔是松的精神，引領中大人不斷精進、超越。

## 校園環境

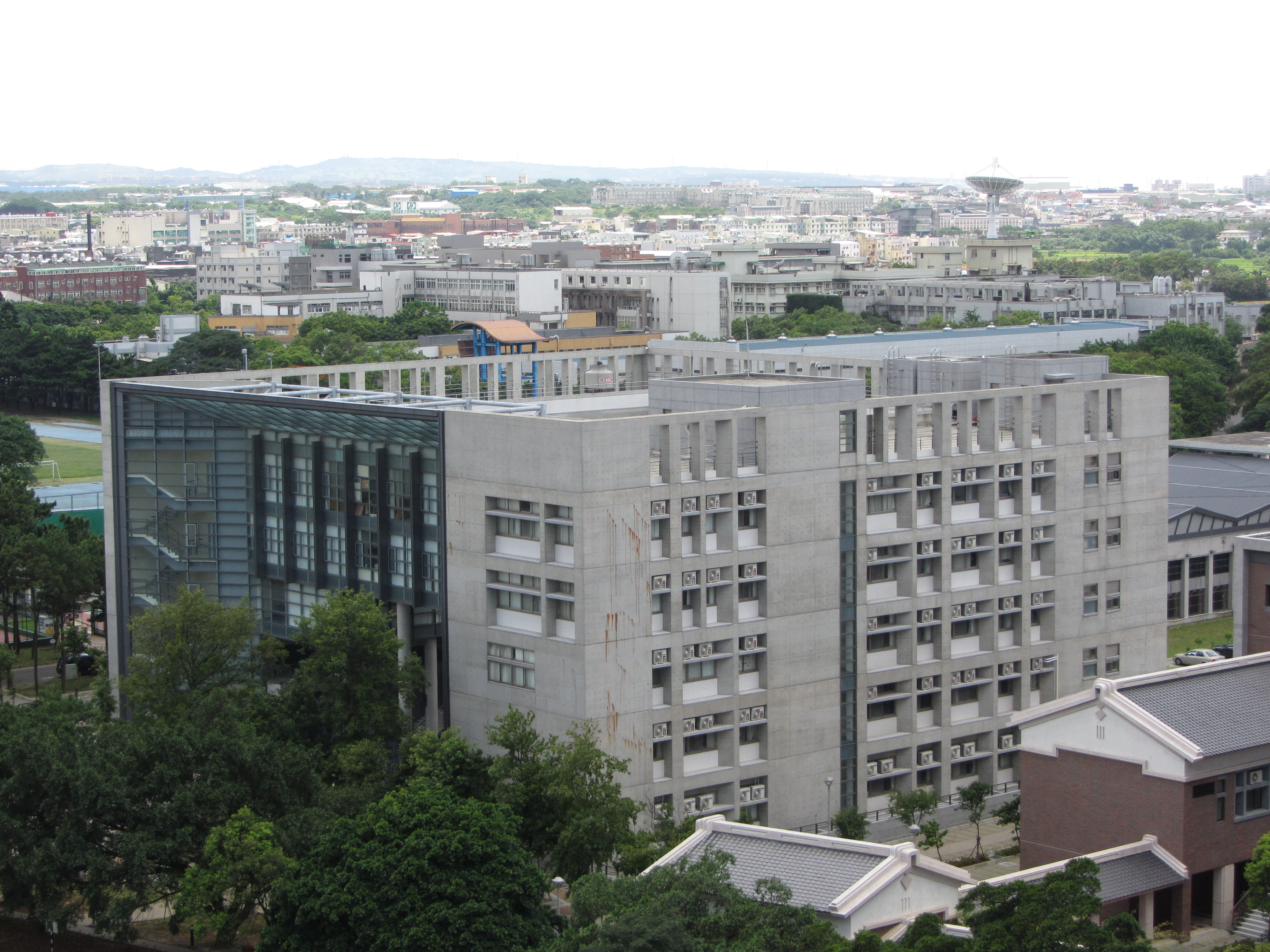
國鼎光電大樓

現今國立中央大學校園位於桃園市中壢區雙連坡之上，由陳其寬依據井田棋盤的概念規劃設計而成，佔地六十餘公頃。校園中心為中正圖書館（舊圖），中庭有口古井，象徵知識泉源。校園綠草如茵、蒼松林立、風景幽美，素有「中央公園」雅稱。
外界咸認國立中央大學校園是「最熱門偶像劇校園取景地」，眾多影視戲劇在此拍攝。

### 建築
- 秉文堂（地球科學院）－紀念前校長郭秉文
- 中正圖書館－紀念前校長、永久名譽校長蔣中正
- 志希館（管理學院）－紀念前校長羅家倫
- 鴻經館（數學系）－紀念前校長周鴻經
- 國鼎圖書資料館（經濟系，中技社捐建），國鼎光電大樓（光電系，台達電鄭崇華捐建）－紀念前經濟部部長、校友李國鼎
- 健雄館（科學四館，物理系、天文研究所、太空科學研究所）－紀念著名物理學家、校友吳健雄。
- 國立中央大學鹿林天文台設在臺灣第一高峰玉山登山口之鹿林前山，海拔2862公尺，是東亞最高的天文觀測與教學中心。現由天文研究所管理。

### 中大十景

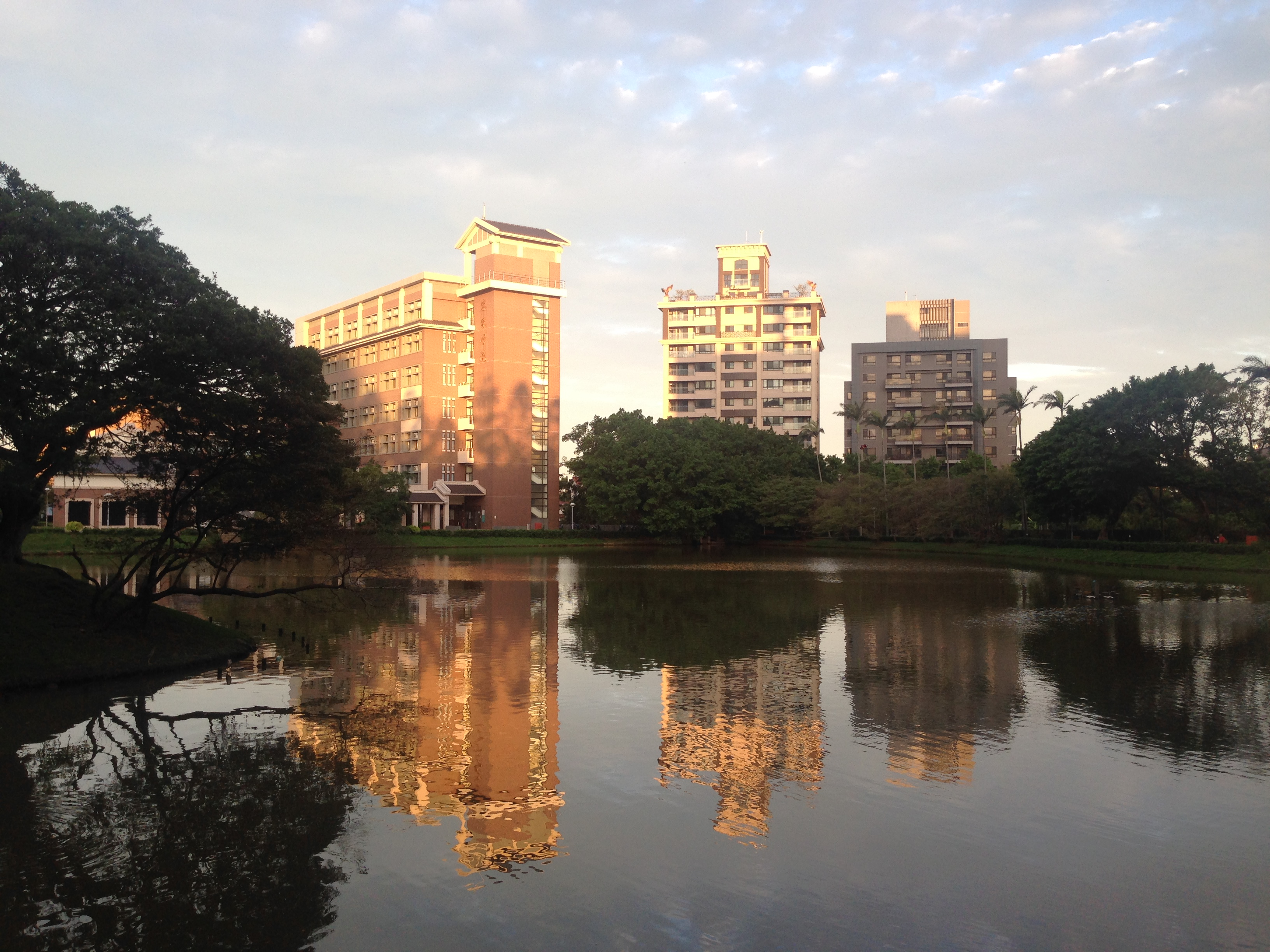
中大湖

- 「中大路上」：中大路是國立中央大學牌樓（又稱國立中央大學凱旋門）至正門的筆直大道。
- 「中大湖景」：「玄武湖」乃仿大陸時期國立中央大學後湖玄武湖所建，師生常稱之為「中大湖」。
- 「太極銅雕」：位於文學院旁的大草坪正中央，象徵傳統文化。銅雕為朱銘大師之傑作。
- 「百花川語」：百花川為橫貫中央校園的蜿蜒溪渠，因旁邊種有百種花草而得名。又有一說是溪旁的路上來往女生眾多而得名。
- 「筆墨紙硯」：位於國立中央大學正門，由四座隱含文房四寶寓意的建築構成之景。
- 「情人步道」：沿著環校道路的松林小徑，全長約1.5公里。
- 「綠草如茵」：國立中央大學校園數處大草坪。
- 「烏龜池畔」：位在男九舍前，為一小型噴水池。
- 「松濤書閣」：國立中央大學總圖書館、中正圖書館、國鼎圖書資料館、數學系分館，藏書量十分豐富。
- 「女舍廣場」：女十四舍前廣場，經過特殊設計，是情侶約會的熱門地點。

## 組織架構

### 教學單位
國立中央大學目前設有文、理、工、管理、資訊電機、地球科學、客家、生醫理工、永續與綠能科技研究學院等9個學院，22個學系和51個研究所，依據學位授予法及校方相關章程修業期滿且成績及格者，授予各領域學士、碩士、博士學位。

### 一級研究中心
| 一級研究中心 | 太空及遙測研究中心                                      | 數據分析方法研究中心   |
| 一級研究中心 | 中子束應用研究中心                                      | 奈米科技研究中心       |
| 一級研究中心 | 光電科學研究中心                                        | 生物科技與生醫工程中心 |
| 一級研究中心 | 環境研究中心                                            | 軟體研究中心           |
| 一級研究中心 | 通訊系統研究中心                                        | 學習科技研究中心       |
| 一級研究中心 | 科學教育中心                                            | 臺灣經濟發展研究中心   |
| 一級研究中心 | 國立中央大學與財團法人工業技術研究院聯合研發中心        | 災害防治研究中心       |
| 一級研究中心 | 客家研究中心                                            | 人文研究中心           |
| 一級研究中心 | 地震災害鏈風險評估及管理研究中心 （页面存档备份，存于） |                        |

### 各學院研究中心
| 理學院 | 生物醫藥研發中心   | 核磁共振研究中心 |
| 理學院 | 數學與理論物理中心 | 複雜系統研究中心 |
| 理學院 | 薄膜技術研究中心   | 科學教育中心     |

| 地球科學學院 | 國科會地球科學研究推動中心 | 環境與能源研究中心（臺灣聯大） |

| 客家學院 | 社會暨政策科學研究中心 | 公法與治理研究中心 |

| 管理學院 | 管理學術研究中心         | 企業資源規劃(ERP)中心 |                      |
| 管理學院 | 尤努斯社會企業中心(YSBC) | 公益傳播中心(CMSI)    | 國際事務(IMBA)辦公室 |

| 工學院 | 精密儀器中心           | 淨煤研究中心         |
| 工學院 | 奈米觸媒研究中心       | 永續環境科技研究中心 |
| 工學院 | 橋梁與軌道工程研究中心 |                      |

| 文學院 | 儒學研究中心                                 | 應用倫理研究中心         |
| 文學院 | 性／別研究室                                 | 兩岸發展史研究中心       |
| 文學院 | 明清研究中心                                 | 語言文字研究室           |
| 文學院 | 視覺文化研究中心                             | 電影文化研究室           |
| 文學院 | Laboratoire de la Lumière Magique 魔光實驗室 | 法語國家電影與文化研究室 |
| 文學院 | 戲劇暨表演研究室                             | 戲曲研究室               |
| 文學院 | 現代文學教學研究資料室                       | 琦君研究室               |
| 文學院 | 紅學研究室                                   | 桃園學研究中心           |

## 學術泛論

### 學術成果

#### 天文
國立中央大學設置於玉山前山鹿林的鹿林天文台，為臺灣規模最大、技術最高的天文台，並為臺灣二座取得國際標準認證的天文台之一（另一座為臺灣大學的墾丁天文台）。
- 鹿林巡天計畫（Lulin Sky Survey, LUSS）：臺灣的小行星發現肇始於國立中央大學。2002年11月25日，國立中央大學天文所研究生使用鹿林一米望遠鏡意外發現2002 WT18 （鹿林1號，永久編號259110[21]），成為臺灣發現第一顆小行星。三年後，發現第二顆小行星 2005 GW60（永久編號231051[22]）。在2006年3月開始，國立中央大學啟動的「鹿林巡天計畫」，迄今總計發現約8百多顆小行星、1顆近地小行星及1顆彗星。

- 泛星計畫[23][24]

- 2008年國立中央大學太空及遙測研究中心主任劉說安榮獲「俄羅斯聯邦工程科學院(Academy of Engineering Sciences，Russian Federation)」院士榮銜；此係俄羅斯最高科技成就獎，目前該科學院國外院士中僅5位華人。之所以獲此榮銜，劉說安認為，應與其將掩星觀測理論運用到重力波現象的觀測與詮釋有關。就創新理論言，劉說安與其研究團隊率先提出低軌道衛星掩星觀測地球大氣層中重力波的理論，應用於美國GPS/Met、德國CHAMP及臺灣福爾摩沙衛星三號星系等掩星觀測資料，推演全球大氣重力波資訊，分析其時空特徵，不僅提供大氣動力及改善氣象預報關鍵資訊，更奠定福衛三號掩星觀測的自主能力。

## 資料來源
1. 1 2 3  認識中大/關於中央大學 - 校史紀要 （页面存档备份，存于），國立中央大學
2. ↑  總統出席「中央大學創校97週年暨在臺建校50週年校慶」，中華民國總統府
3. ↑  National Central University, Times Higher Education World University Rankings.
4. ↑  .   [2012-12-21]. （原始内容存档于2014-02-04）.
5. ↑  . 國立中央大學. 2025-02-01  [2025-02-10]. （原始内容存档于2025-02-21）.
6. ↑  Active AWS Academy Member Institutions
7. ↑  胡清暉. . 中時電子報. 2014年12月03日  [2023年10月20日]. （原始内容存档于2023年11月17日）.
8. ↑  . 公視新聞網. 2019-03-27  [2023-10-20]. （原始内容存档于2023-11-17）.
9. ↑  吳柏軒. . 自由時報. 2015-11-13  [2023-10-20]. （原始内容存档于2023-11-17）.
10. ↑  吳睿騏. . 中央社. 2019-05-14  [2023-12-21]. （原始内容存档于2023-11-17）.
11. ↑  楊祖漢. . 楊祖漢  (编). . 中央大學出版中心及遠流出版. 2015: 5.
12. ↑  .   [2024-02-16]. （原始内容存档于2022-08-15）.
13. ↑   (PDF). 國立中央大學. 2024-01  [2024-10-06]. （原始内容存档 (PDF)于2025-01-21）.
14. ↑  .   [2024-02-16]. （原始内容存档于2024-02-16）.
15. ↑  黃慕萱，書目計量與學術評鑑—國內七所研究型大學論文發表概況分析。引文分析與學術評鑑研討會論文集（臺北，2004），135-152。
16. ↑  .   [2024-02-15]. （原始内容存档于2024-02-15）.
17. ↑  中大獨創永續與綠能科技研究學院 培育高階「綠領」人才 | 獨家專欄 | Reccessary
18. ↑  中國大陸南京大學及東南大學等學校均認定1902年三江師範學堂為其起源，進而於2002年舉辦百年校慶；惟實際上，1945年國立中央大學(重慶時期)曾舉辦30周年校慶，其年份計算上僅承認1915年新建之國立南高師為其源頭，不採納三江師範學堂年份；國立中央大學於台灣復校後，沿舊習不計算三江師範學堂為其起源。參考：《大學的校長和教授一中央大學三十周年校慶感言》,《大公報》(重慶) 1945年6月9日,第1張第3版
19. ↑  央大事務組及新聞.  (PDF). 國立中央大學.   [2023-05-06]. （原始内容存档 (PDF)于2023-05-06）.
20. ↑  .   [2019-10-02]. 原始内容存档于2021-01-11.
21. ↑  .   [2011-07-05]. （原始内容存档于2021-01-11）.
22. ↑  .   [2011-07-05]. （原始内容存档于2021-01-11）.
23. ↑  參與國際泛星計畫研究 臺灣成為亞洲唯一團隊[永久]
24. ↑  .   [2010-08-17]. （原始内容存档于2010-06-28）.

## 外部連結
- 官方网站